# 1885 au Nouveau-Brunswick
Chronologie du Nouveau-Brunswick
- 1881
- 1882
- 1883
- 1884
- 1885
- 1886
- 1887
- 1888
- 1889

Cette page concerne des événements survenus en 1885 dans la province canadienne du Nouveau-Brunswick.

## Événements
- 9 mars : Pascal Poirier est le premier acadien à devenir sénateur.
- 27 août : fondation du journal Le Courrier des provinces maritimes, à Bathurst.
- 20 octobre : le conservateur Charles Arthur Everett remporte sans opposition l'élection partielle fédérale de la Cité et Comté de Saint-Jean.
- 11 novembre : Samuel Leonard Tilley succède à Robert Duncan Wilmot comme à nouveau lieutenant-gouverneur du Nouveau-Brunswick.
- 24 novembre : le conservateur Frederick Eustace Barker remporte sans opposition l'élection partielle fédérale de la Cité de Saint-Jean à la suite de la nomination de Samuel Leonard Tilley au poste de lieutenant-gouverneur du Nouveau-Brunswick.

## Naissances
- Albert Sormany, maire d'Edmundston.
- 17 avril : Heber Harold Hatfield, maire et député.
- 30 septembre : Douglas King Hazen, député.

## Décès
- 13 janvier : Gilbert Girouard, député.
- 1er mars : Isaac Burpee, député et ministre.